# Gli strumenti umani
Gli strumenti umani è la terza raccolta poetica di Vittorio Sereni, pubblicata nel 1965 per Einaudi.

## Storia editoriale
La raccolta esce nel settembre 1965, interrompendo un silenzio poetico che durava dai diciott'anni del Diario d'Algeria (1947), e si afferma in breve tempo nel panorama poetico italiano insieme a La vita in versi di Giovanni Giudici e Congedo del viaggiatore cerimonioso & altre prosopopee di Giorgio Caproni, sempre dello stesso anno.
Verrà ripubblicata nel 1975 sempre per Einaudi, passando dalla collana dei "Supercoralli" a quella di "Poesia", con l'aggiunta della poesia I ricongiunti e insieme al saggio di Pier Vincenzo Mengaldo Iterazione e specularità in Sereni.

## Tematiche
L'opera scandisce il difficile e tormentato dopoguerra del poeta, reduce dai campi di prigionia dell'Algeria e del Marocco, vissuto con il senso di colpa di non aver potuto partecipare alla Resistenza, che lo condanna a una sensazione permanente di estraneità alla Storia («Non lo amo il mio tempo, non lo amo»).
Qua Sereni manifesta l'apertura a una maggiore volontà comunicativa e al contatto con il mondo esterno, trovando nell'amore e nell'amicizia un conforto, tuttavia temporaneo, al senso di disillusione e scoraggiamento verso la vita. Prosegue il tema del dialogo con i morti già presente in precedenza.
Nelle nuove liriche si fa strada la situazione sociopolitica italiana: le elezioni del 18 aprile 1948, il paesaggio milanese del neocapitalismo negli anni del boom economico, il Sessantotto e la contestazione del sistema. 
Pur vagheggiando l'utopia della "città socialista", Sereni si sottrae a una scelta ideologica netta, verso la quale spingeva l'amico Franco Fortini, con cui dialoga in alcune liriche.

## Stile
L'opera segna il definitivo allontanamento sia dall'ermetismo che dalla tradizione simbolista che influenzavano le prime due raccolte per approdare a uno stile maggiormente personale e meno oscuro. Si fa strada una postura dell'io più nettamente lirica.

## Struttura
Nell'edizione definitiva, del 1975, la raccolta è articolata in cinque sezioni e comprende 52 liriche.
Uno sguardo di rimando
- Via Scarlatti[N 1]
- Comunicazione interrotta
- Il tempo provvisorio
- La repubblica
- Viaggio all'alba
- Un ritorno
- Nella neve
- Paura
- Viaggio di andata e ritorno
- L'equivoco
- Ancora sulla strada di Zenna[N 2]
- Finestra
- Gli squali
- Mille Miglia
- Anni dopo
- Le ceneri
- Le sei del mattino
- Giardini

Una visita in fabbrica
Appuntamento a ora insolita
- La sonnambula
- Il grande amico
- Scoperta dell'odio
- Un incubo
- Quei bambini che giocano
- Saba[N 4]
- Di passaggio
- Situazione
- Gli amici
- Appuntamento a ora insolita

Il centro abitato
- Nel sonno
- I versi
- Corso Lodi
- Il male d'Africa[N 5]
- L'alibi e il beneficio
- La poesia è una passione?

Apparizioni o incontri
- Un sogno
- Le Fornasette
- Ancora sulla strada di Creva[N 6]
- Intervista a un suicida
- Il piatto piange
- Sopra un'immagine sepolcrale
- Al distributore
- A un compagno d'infanzia
- Dall'Olanda
- La pietà ingiusta
- Nel vero anno zero
- La speranza
- Metropoli
- Il muro
- Pantomima terrestre
- I ricongiunti[N 7]
- La spiaggia

## Edizioni
- Gli strumenti umani, Collana Supercoralli, Torino, Einaudi, 1965, ISBN non esistente.
- Gli strumenti umani, con un saggio di Pier Vincenzo Mengaldo, Collezione di poesia n.123, Torino, Einaudi, 1975-1997, ISBN 88-06-42242-1.
- in  Tutte le poesie, A cura di Maria Teresa Sereni, Prefazione di Dante Isella, Collezione Lo Specchio, Milano, Mondadori, 1986, 2023, ISBN 978-88-047-7615-4.
- in  Poesie, a cura di Dante Isella, antologia della critica a cura di Pier Vincenzo Mengaldo, Collezione I Meridiani, Milano, Mondadori, 1995, ISBN 978-88-043-7479-4.
- in  Poesie e Prose, A cura di Giulia Raboni, saggio introduttivo di P.V. Mengaldo, Collana Oscar Poesia n.89, Milano, Mondadori, 2013, ISBN 978-88-046-3031-9. - Collana Oscar Moderni. Baobab, Mondadori, 2020, ISBN 978-88-047-2398-1.
- Gli strumenti umani, Introduzione di Chiara Fenoglio, Collana La Cultura n.1196, Milano, Il Saggiatore, 2018, ISBN 978-88-428-2524-1.
- Gli strumenti umani, A cura di Michel Cattaneo, Collezione Biblioteca di Scrittori italiani, Milano, Fondazione Pietro Bembo/Guanda, 2023, ISBN 978-88-235-3310-3.